# Elliot Cadeau
Elliot Cadeau (* 4. September 2004 in Brooklyn) ist ein schwedisch-US-amerikanischer Basketballspieler.

## Werdegang
Cadeau wuchs in West Orange im US-Bundesstaat New Jersey auf. Er betrieb als Jugendlicher neben Basketball zeitweise die Sportarten American Football, Baseball, Fußball und Tennis. Er spielte für die Basketballmannschaft der Bergen Catholic High School in Oradell und ging im Sommer 2022 an die Link Academy nach Branson in den US-Bundesstaat Missouri. Ende Dezember 2022 gab Cadeau bekannt, nach dem Ende seiner Schulzeit an die University of North Carolina at Chapel Hill zu wechseln.

### Nationalmannschaft
Bei der B-Europameisterschaft der Altersstufe U18 im Sommer 2022 wurde Cadeau als bester Spieler des Turniers ausgezeichnet. Im Februar 2023 bestritt er in der Weltmeisterschaftsausscheidung gegen Deutschland sein erstes Länderspiel für die schwedische Herrennationalmannschaft.

## Familie
Cadeaus Mutter kommt aus Schweden. Sein aus Haiti stammender Vater spielte Tennis. In derselben Sportart wurde Elliot Cadeaus Bruder Mitglied der Hochschulmannschaft der Howard University in Washington, D.C.